# Aarons Stab (Bibel)

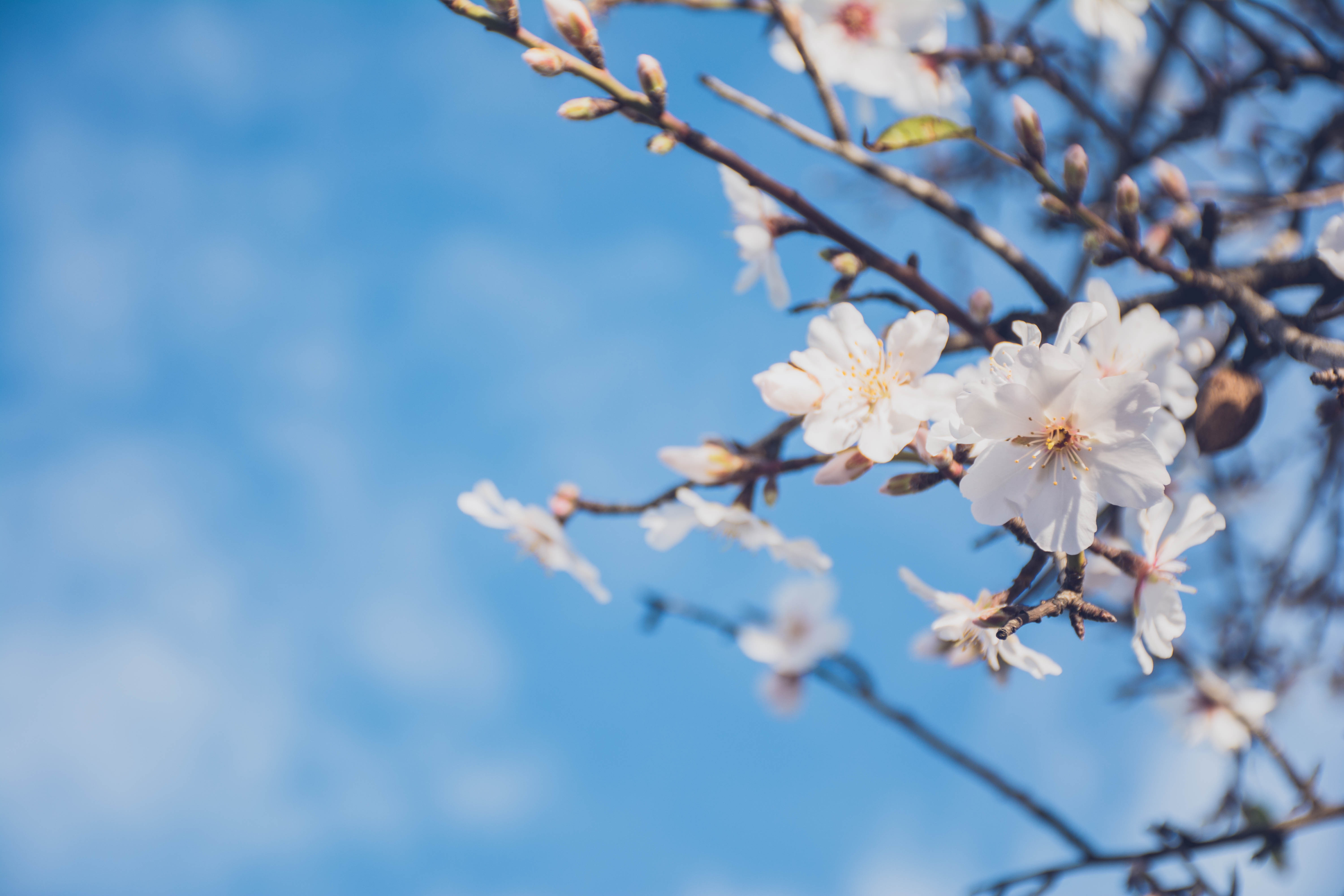
Das Aufblühen des Mandelbaums ist im Alten Testament mit dem Erwachen der Natur im Frühling konnotiert

Aarons Stab ist ein in der Bibel erwähnter Stecken vom Mandelbaum, der eine vielfältige Wirkungsgeschichte hatte.

## Tora
Im Erzählzusammenhang des Buches Numeri (Kapitel 16 und 17) wird die Autorität der durch Aaron vertretenen zadokidischen Priesterschaft mehrfach in Frage gestellt. Daraus entsteht ein „Strudel tödlicher Gewalt“. Hinter diesen Erzählungen steht die Vorstellung, dass die Aufgabe des Hohenpriesters, der sich dem heiligen Gott näherte, gefährlich sei.
Die Erzählung von Aarons grünendem Stab schildert abschließend (Num 17,16–26 ), wie der Konflikt von JHWH zugunsten Aarons entschieden wird, womit das Sterben ein Ende hat. Im Bibelhebräischen bedeutet מַטֶּה maṭṭeh sowohl Stab als auch Stamm, denn der Stab in der Hand des Stammesführers ist ein Zepter, das den Stamm symbolisiert. Davon geht die Erzählung aus. Für jeden der zwölf Stämme Israels wird ein Stab geschnitten, mit dem Namen des Stammesführers beschriftet und im Zeltheiligtum vor der Lade des Zeugnisses deponiert. Aaron ist der Stammesführer der Leviten. Am nächsten Morgen hat der Stab mit dem Namen Aarons nicht nur ausgeschlagen, sondern Blüten und reife Mandeln hervorgebracht. Er ist zum Mandelbaum geworden und soll künftig ein Symbol der richtigen kultischen Ordnung im Heiligtum sein. Kapitel 17 endet mit der Angst der Israeliten vor dem Heiligen. Es schließt sich mit Kapitel 18 ein Text an, der die Verantwortung Aarons und der durch ihn repräsentierten Hohenpriester für die „kultische Sicherheit“ einschärft. Der Mandelbaum heißt wegen seiner frühen Blüte hebräisch „der Wachsame“ (שָׁקֵד), worauf im Alten Testament mehrfach angespielt wird, vielleicht auch hier: Aaron soll seine Pflichten „im Sinn eifernder Wachsamkeit“ wahrnehmen.

## Josephus’ Jüdische Altertümer
Flavius Josephus bietet in seinem Werk Jüdische Altertümer eine Nacherzählung biblischer Stoffe (Rewritten Bible). Die Erzählung vom blühenden Stab Aarons erfährt dabei folgende Aktualisierungen:
- Mose, nicht Aaron steht im Mittelpunkt;
- Die Erzählung beginnt mit einem Aufstand (στάσις/stásis) und endet mit der Wiederherstellung des Friedens;
- Nicht der Name Aarons wird auf den Stab geschrieben (das würde Mose ja ausschließen), sondern: „Levit.“[5]

## Rabbinische Traditionen

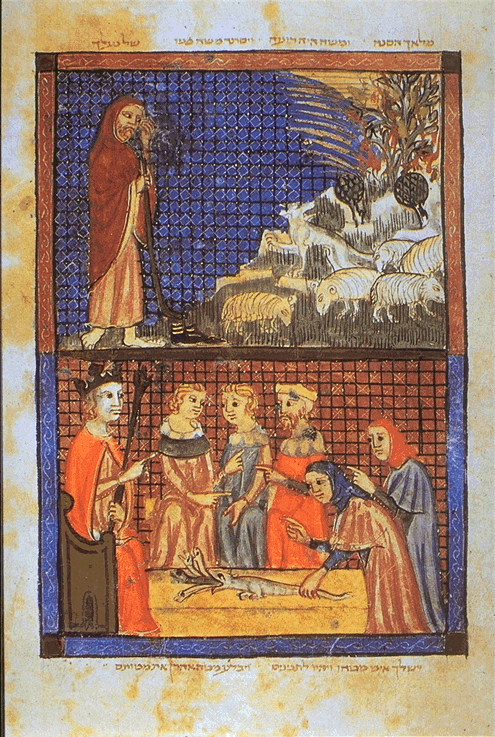
Aarons Stab verschlingt die Stäbe der Zauberer (Sarajevo-Haggada)

Der Stab Aarons samt Mandeln und Blüten gehörte nach Meinung mancher Ausleger zu den Dingen, die am Abend des sechsten Schöpfungstages im Zwielicht erschaffen wurden.
Er wurde von Adam an seinen Sohn Schem weitergegeben, und so weiter von einer Generation der Patriarchen an die nächste bis zu Josef. Nach dessen Tod kam er in den Besitz des Jethro, der ihn in seinen Garten pflanzte, wo er zum Baum wurde. Da das Tetragramm auf ihm geschrieben war, konnte niemand den Baum herausreißen, bis Mose kam, ihn herausriss und zum Lohn die Zippora heiraten durfte. Daraufhin wurde er zum Stab, mit dem Mose und Aaron in der Exodusgeschichte Wunder wirken.
Der Midrasch Bamidbar Rabba identifizierte die Blüte (ציץ) am grünenden Stab Aarons mit dem Stirnblatt (ציץ) des Hohenpriesters, auf dem das Tetragramm eingraviert war.

## Erster Clemensbrief
Der 1. Clemensbrief enthält (43, 1–5) eine Nacherzählung des biblischen Stoffs mit eigenen Akzenten:
- Mose, nicht Aaron steht im Mittelpunkt;
- Anlass ist „Eifersucht wegen der Priesterwürde“;
- Mose empfängt die Stäbe, bündelt sie und versiegelt sie mit den Ringen der Stammesführer;
- Mose legt dieses Bündel auf den Tisch Gottes;
- Auch das Zelt wird bis zum nächsten Morgen verschlossen und versiegelt.

Das Zeugnis der Schrift wird von Clemens herangezogen „als Beweis für die legitime Einsetzung der christlichen Amtsträger.“

## Christliche Liturgie und Kunst

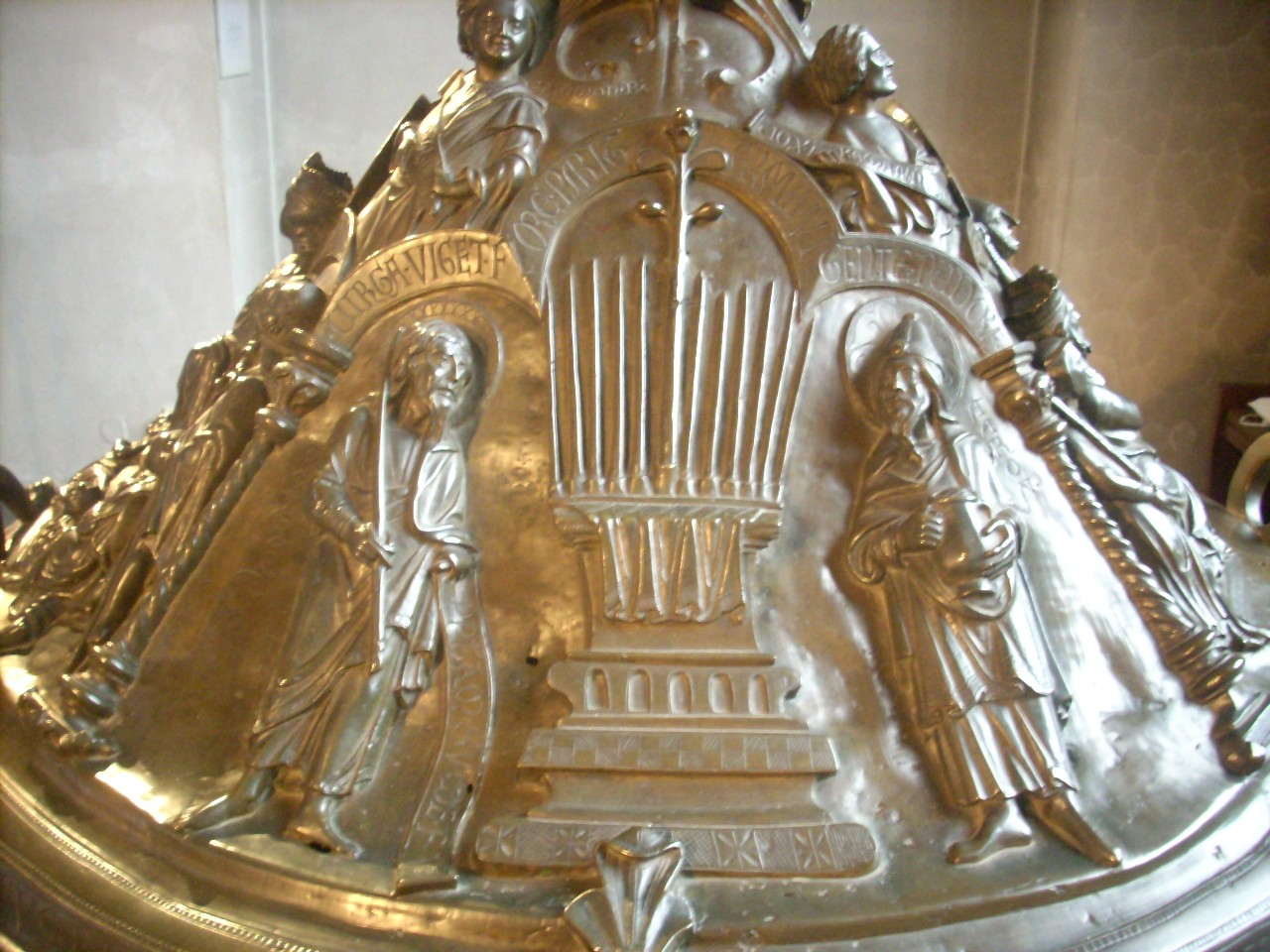
Aarons grünender Stab (Bronzetaufe im Hildesheimer Dom)

„Blühende Gerte Aarons“ ist einer der Titel der Jungfrau Maria, so schon bei Ephraim dem Syrer: „Du sprießendes Reis Aarons, deine Blüte ist dein Sohn, unser Gott und Schöpfer.“
Die alttestamentliche Erzählung Numeri 17 wurde als Präfiguration der Jungfrauengeburt interpretiert. Sie wird deshalb häufig in der christlichen Kunst des Mittelalters dargestellt.

## Nach Aarons Stab benannte Pflanzen
- Aronstab (Arum maculatum)
- Königskerze, englisch: Aaron’s Rod (Verbascum thapsus)

## Rezeption
- Aarons Stab (Aaron’s Rod), Novelle von D. T. Lawrence